# THE EMPiRE STRiKES START!!
『THE EMPiRE STRiKES START!!  』（ジエンパイアストライクススタート!!）は、EMPiREのメジャー1作目のオリジナル・アルバム。2018年4月11日にavex traxから発売された。

## 概要
EMPiREとしては初のリリースであり、メジャー1作目のフルアルバム。
CD形態での発売は無く、カセットテープ+DVDの初回限定豪華盤、カセットテープのみの通常盤の2形態でのリリースとなった。また、初回生産限定盤はBOX仕様、写真集(50P)付、DVDはメンバーによる副音声収録。

## 収録曲
カセットテープ（全11曲）
A-SiDE
1. FOR EXAMPLE??
2. Buttocks beat! beat!
3. Black to the dreamlight
  - テレビ東京系アニメ『ブラッククローバー』第3クールエンディングテーマ[3]
4. MAD LOVE
5. Don't tell me why
6. TOKYO MOONLiGHT

B-SiDE
1. EMPiRE is COMiNG
2. デッドバディ
3. LiTTLE BOY
4. コノ世界ノ片隅デ
5. アカルイミライ
  - dTVムービーコミック『となりの怪物くん』主題歌

初回限定豪華盤 DVD（全6曲）
LIVE 20171208 WACKのフェス。at Zepp DiverCity
1. EMPiRE is COMiNG
2. TOKYO MOONLiGHT
3. アカルイミライ

- MUSiC ViDEO -
1. アカルイミライ
2. Buttocks beat! beat!
3. Black to the dreamlight